# Para bailar manchegas se necesita
Para bailar manchegas se necesita, también conocida como Manchegas de Albacete, es una manchega originaria de Albacete (España), concretamente de zonas como la capital, Chinchilla de Montearagón, La Roda y Almansa.
El baile comienza cuando las parejas salen y se colocan de frente, en dos filas, las mujeres en una fila y los hombres en otra. La música es producida por guitarras y postizas. Las tres estrofas que forman la canción están compuestas por versos de siete, cinco y diez sílabas, con rima asonante.
La popularidad de esta canción ha propiciado la aparición de contrahechuras fuera de su lugar de origen. Existen versiones de esta canción en otros países como, por ejemplo, en México y en República Dominicana. Es una de las manchegas más populares de la Feria de Albacete.